# Saxonette (Motorfahrrad)

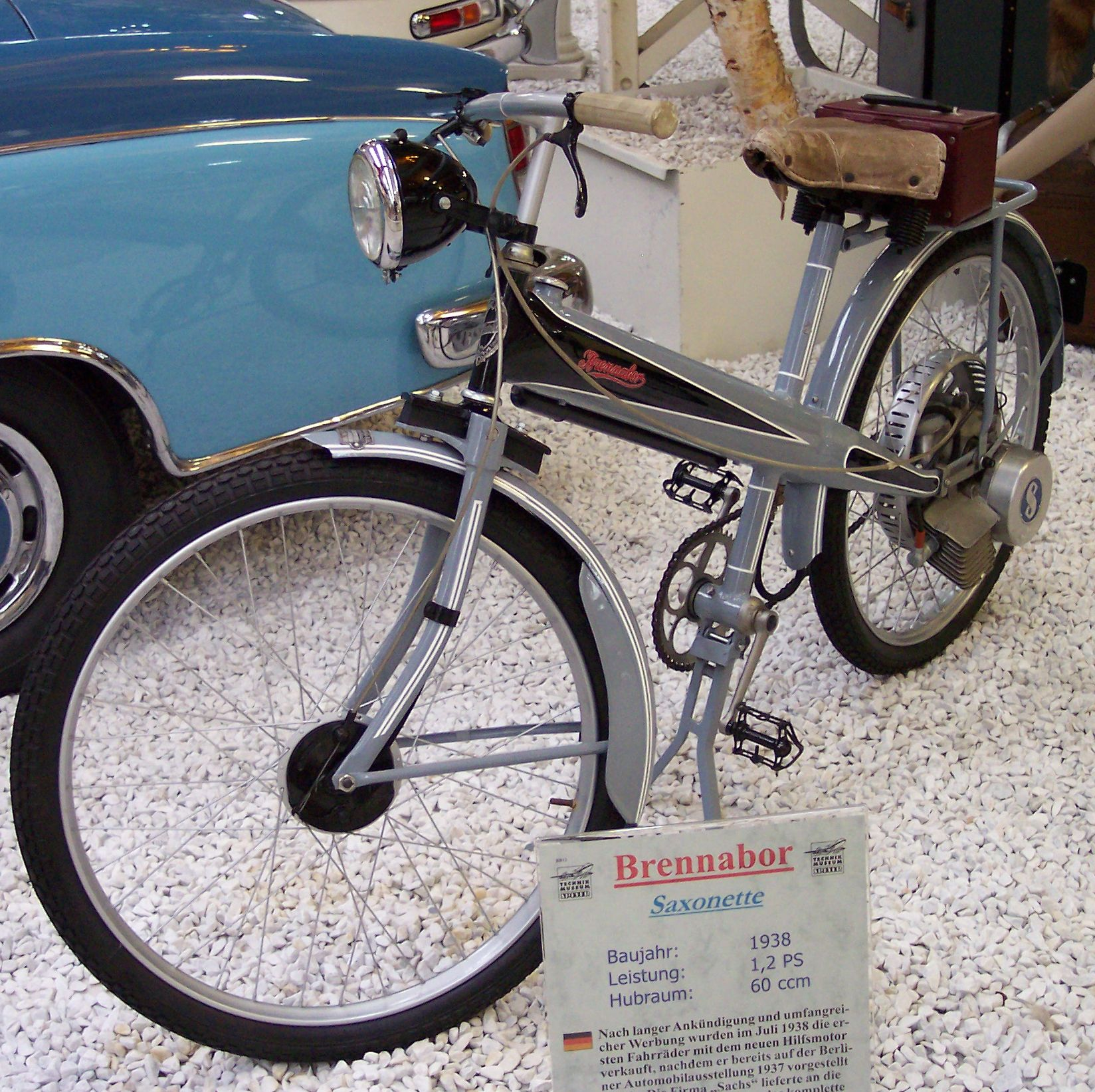
Erste Saxonette (Brennabor 1938)

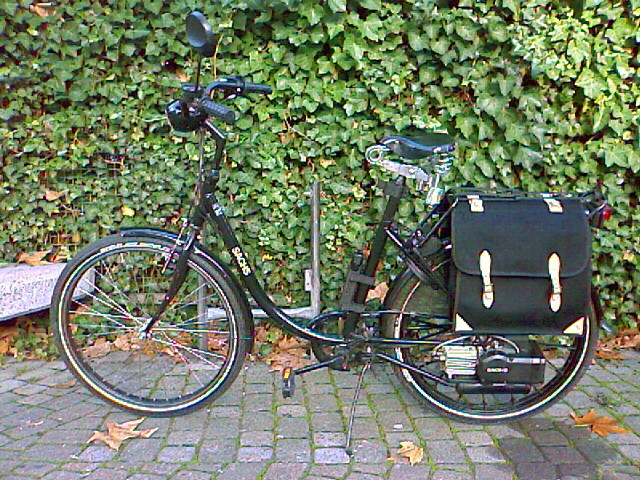
Zweite Saxonette (1997)

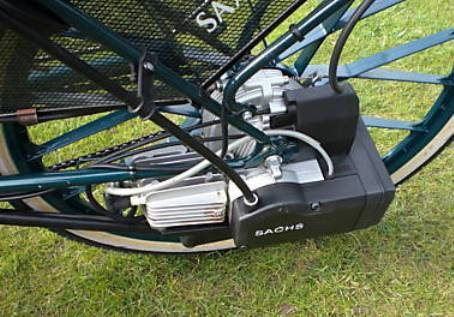
Zweite Saxonette (Motor)

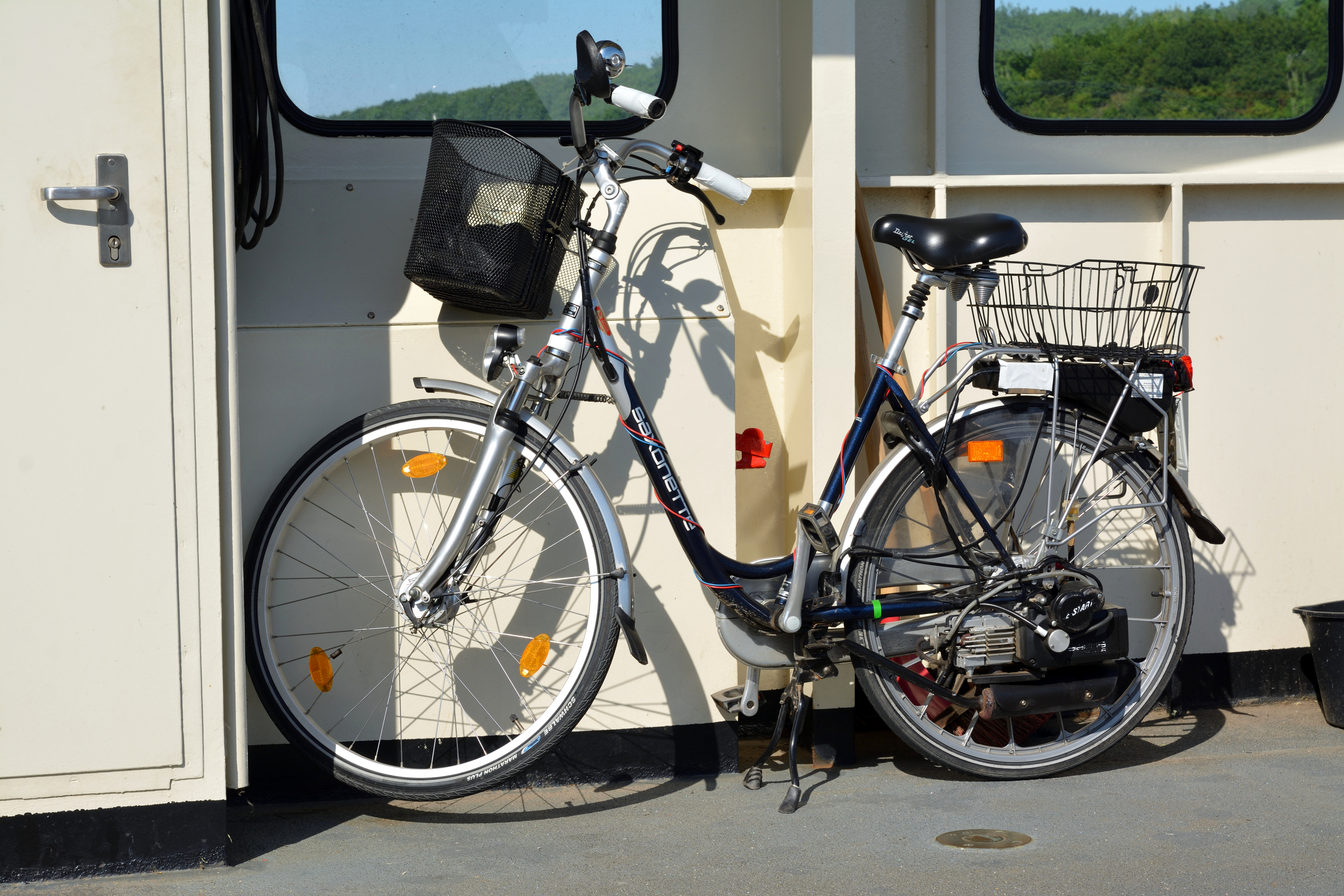
Saxonette 2018

Saxonette ist die Bezeichnung der von Fichtel und Sachs produzierten Fahrräder mit Zweitakt-Einbaumotoren und der Einbaumotoren. Das erste Modell mit 60 cm³ Hubraum wurde von 1938 bis 1940 produziert, das zweite Modell mit 30 cm³ Hubraum von 1987 bis 2011. Die Bezeichnung wird auch für Elektrofahrräder verwendet.

## Erste Saxonette
1937 stellte Fichtel und Sachs auf der Automobilausstellung in Berlin einen Radnaben-Zweitaktmotor mit einem Hubraum von 60 cm³ und einer Leistung von 1,2 PS bei 3500/min vor. Fichtel und Sachs lieferte seinen Abnehmern in der Fahrradindustrie das komplette Hinterrad mit eingebautem Motor. Darunter waren u. a. die deutschen Hersteller Anker, Bismarck, Brennabor, Elfa, Excelsior, Gold-Rad, Hecker, Meister, Panther, Presto, Urania, Victoria und Wanderer. Hecker bevorzugte den Einbau in das Vorderrad. Die Höchstgeschwindigkeit betrug 30 km/h. „An Brennstoff wird 1,5–1,8 Liter auf 100 km verbraucht. Der Motor ist drehbar um die Nabenachse aufgehängt. Das rückwirkende Drehmoment wird nach dem Patent Hartmann federnd aufgenommen, so dass die Saxonette fast vibrationsfrei arbeitet.“
- Technische Daten (Erste Saxonette)[10]
  - Hubraum: 60 cm³
  - Bohrung 45 mm
  - Hub 38 mm
  - Verdichtungsverhältnis: 6:1
  - Dauerleistung: 1,2 PS
  - Höchstleistung: 1,5 PS
  - Tankinhalt: 2,25 L (Satteltank, Victoria-Saxonette, Herrenmodell)
  - Kraftstoffart: Zweitaktmischung Öl-Kraftstoff im Verhältnis 1:20
  - Eigenmasse eines vollständigen 26-Zoll-Hinterrades: 14,5 kg
  - Höchstgeschwindigkeit: auf ca. 30 km/h begrenzt

## Zweite Saxonette

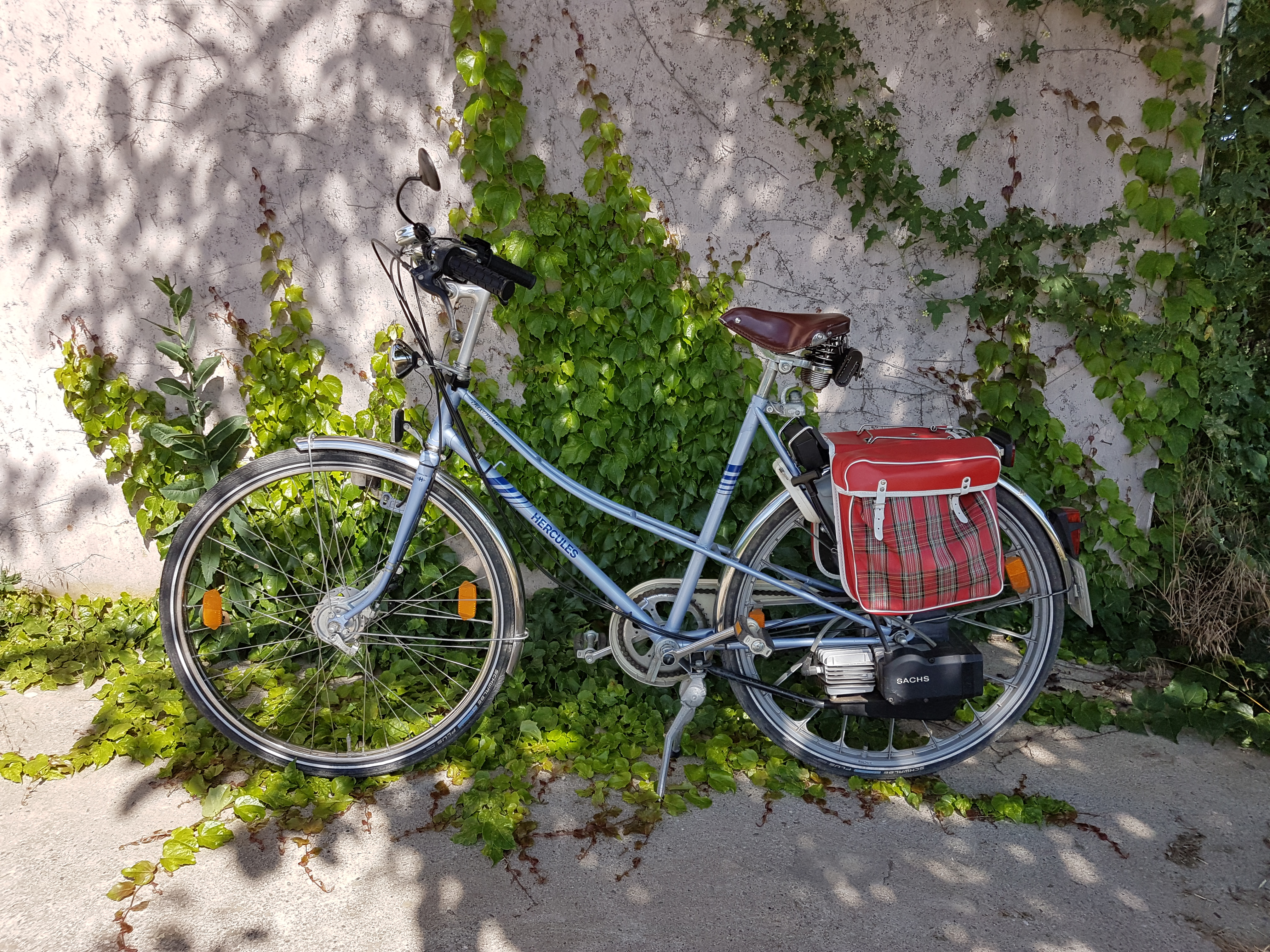
Saxonette aus dem Jahr 1989 mit Berceaurahmen

Die zweite Baureihe der Saxonette wurde 1987 in Deutschland unter dem Label Hercules auf den Markt gebracht. Der Sachs-301-Einbaumotor wurde unter dem Handelsnamen Spartamet unter anderem in den Niederlanden und Großbritannien ab 1993 für verschiedene Fahrradtypen verwendet und darf ohne Helm und Führerschein gefahren werden. Dieses Leichtmofa war ein Fahrrad mit Hilfsmotor, das je nach Rahmenhöhe (50 bis 58 cm) und -ausführung 24 bis 27 kg wog und so auch noch gut mit den Pedalen fortbewegt werden konnte.
Technische Daten (Zweite Saxonette):
- Motor: Fahrtwindgekühlter Einzylinder-Zweitaktmotor mit Einganggetriebe am Hinterrad
  - Hubraum: 30 cm³
  - Verdichtungsverhältnis: 7,5:1
  - Vergaser: TK 2981001 oder BING 81/8/101B
  - Leistung: 0,5 kW/0,7 PS bei 3750/min
  - Max. Drehmoment: 1,59 Nm bei 3750/min
  - Kraftstoffart: Zweitaktmischung Öl-Kraftstoff im Verhältnis 1:100
  - Startsystem: Elektro- oder Seilzugstart
  - Tankinhalt: 1,7 l
- Starrrahmen (Diamantrahmen oder Rahmen mit Durchstieg) mit ungefederter Gabel
  - Rahmenhöhe: 48 cm
  - Bremsen vorne: Trommelbremse
  - Bremsen hinten: Trommelbremse/Rücktritt
  - Bereifung: vorne 42-590 / hinten 44-590 (26 Zoll)
  - Gewicht: 32 kg
  - Sitzhöhe: von 900 mm-1005 mm
- Zulässiges Gesamtgewicht: 130 kg
- Höchstgeschwindigkeit: 20 km/h
- Steigfähigkeit: 5 % bei Motorbetrieb